# Oruza semifusca
Oruza semifusca är en fjärilsart som beskrevs av Pieter Cornelius Tobias Snellen 1880. Oruza semifusca ingår i släktet Oruza och familjen nattflyn. Inga underarter finns listade i Catalogue of Life.